# Blechnum marginatum
Blechnum marginatum är en kambräkenväxtart som först beskrevs av Fée, och fick sitt nu gällande namn av Oskar Kuhn. Blechnum marginatum ingår i släktet Blechnum och familjen Blechnaceae. Inga underarter finns listade.